# Regnmageri
Regnmageri er en betegnelse for ritualer, der er bestemt til at påberåbe og frembringe regn.
Blandt de mest velkendte eksempler på regnmager-ritualer er nordamerikanske regndanse, traditionelt udført af flere indianske stammer i Nordamerika, -især i det sydvestlige USA. Nogle af disse traditionelle ritualer har overlevet og udføres stadig.

## Eksempler

### Nordamerika
Julia M. Butree (hustru til Ernest Thompson Seton) beskrev i sin bog, flere indianske danse, heriblandt "Regndans fra Zuni". Fjer og turkis (eller andre blålige nuancer) blev båret under ceremonien for at symbolisere henholdsvis vind og regn.
Der findes mange andre mundtlige overleveringer om regndans. I en tidlig form for meteorologi observerede og fulgte indianerne i de midtvestlige dele af det moderne USA ofte kendte vejrmønstre og tilbød derudfra samtidig at udføre en regndans for nybyggerne mod at få ting i bytte som gengæld. Dette er bedst dokumenteret blandt indianerstammerne Osage og Quapaw fra Missouri og Arkansas.[kilde mangler]

### Østeuropa
Paparuda, Caloian, Dodola og Perperuna er blandt flere udtryk, som tilhører en gruppe af slaviske og rumænske regnmager-ritualer, hvoraf nogle blev benyttet helt op i det 20. århundrede. [kilde mangler]